# Вулиця Святослава Хороброго (Хмельницький)
Ву́лиця Святосла́ва Хоро́брого розташована у Південно-Західному мікрорайоні міста. Починається серед масиву приватної забудови поблизу колишнього Фельштинського переїзду. та пролягає у мікрорайон Дубове, до вулиці Красовського.

## Історія виникнення
Виникла на початку XX ст. До 1946 р. будинки вздовж цієї вулиці мали поштову адресу За Фельштинським переїздом. У 1946 р. названа на честь Л. Толстого. В 1986 р. на перехресті вул. Толстого та Фрунзе (нині — Кам'янецька) спорудили транспортну розв'язку на двох рівнях. Після завершення будівництва вул. Толстого була продовжена вздовж залізниці від Кам'янецького переїзду до переїзду, що веде на Дубове (переїзд на вул. Івана Франка), і стала однією з важливих транзитних магістралей в межах міста.

## Пам'ятки
Святослава Хороброго, 3. Пам'ятник жертвам Проскурівського погрому. 15-16 лютого 1919 р. відбувся збройний виступ пробільшовицьки настроєних сил із метою захоплення влади в місті. Силами вірних Директорії військ (Запорізька бригада, 3-й Гайдамацький полк) повстання було придушене, після чого в єврейських кварталах Проскурова почався погром, який ініціював отаман Семесенко. Наслідок кривавих подій убито 390 чоловіків, 309 жінок, 76 дітей, поранено близько 500 осіб єврейської національності. За іншими даними загиблих було близько тисячі. Ця трагедія увійшла до історії як «Проскурівський погром». Загиблих поховали у братській могилі на краю єврейського кладовища. В 1925 р. на могилі жертв погрому був установлений обеліск у вигляді піраміди. У 2000—2001 рр. проведено ремонт, благоустрій та реконструкцію пам'ятника.